# Marek Borowski

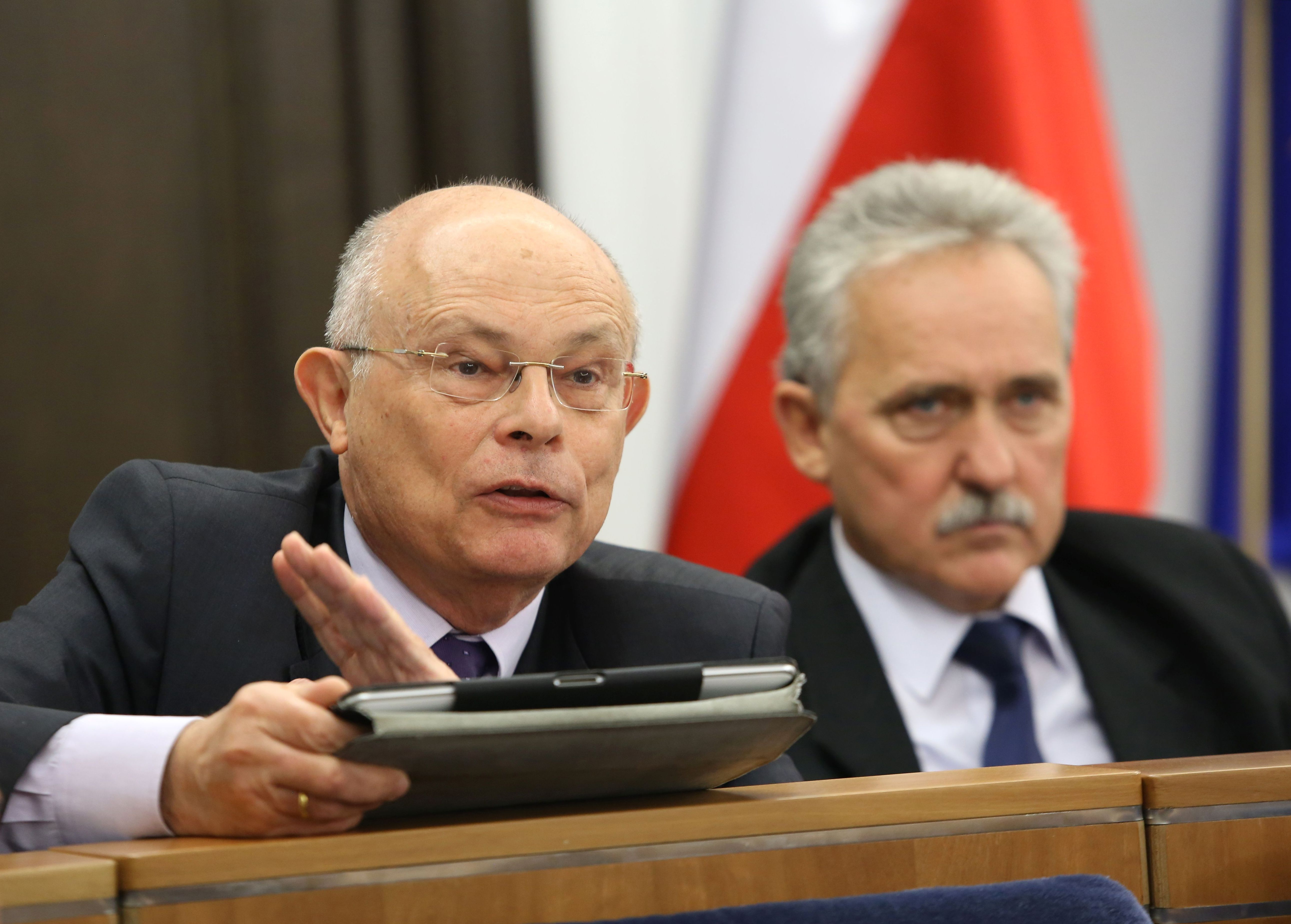
Marek Borowski podczas 63. posiedzenia Senatu (2014)

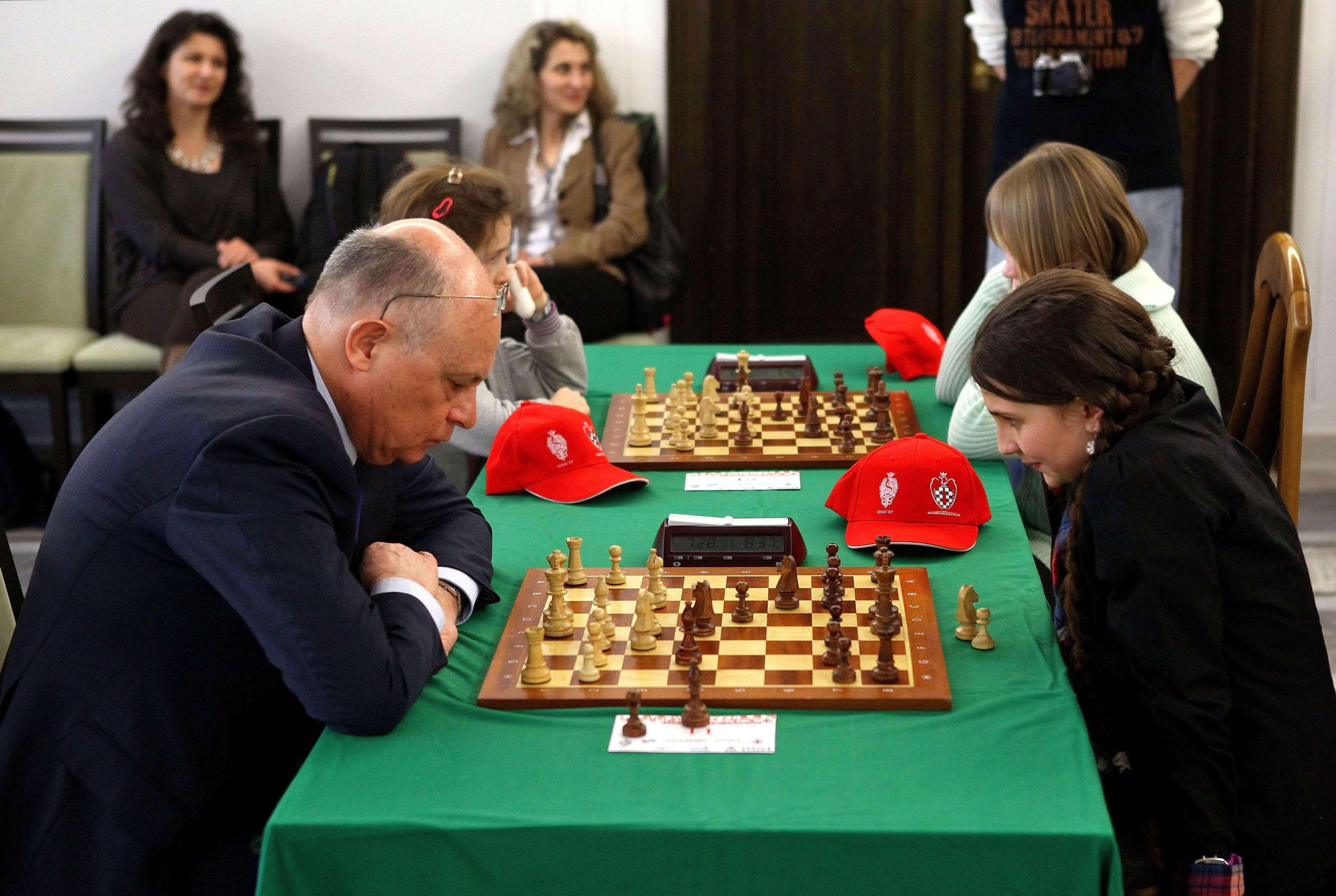
Marek Borowski podczas turnieju szachowego młodzi szachiści-parlamentarzyści w Senacie (2012)

Marek Stefan Borowski (ur. 4 stycznia 1946 w Warszawie) – polski polityk i ekonomista. Marszałek Sejmu Rzeczypospolitej Polskiej IV kadencji (2001–2004).
Poseł na Sejm I, II, III, IV i VI kadencji (1991–2005, 2007–2011), senator VIII, IX, X i XI kadencji (od 2011). W latach 1989–1991 wiceminister rynku wewnętrznego, w latach 1993–1994 wiceprezes Rady Ministrów i minister finansów w rządzie Waldemara Pawlaka, w latach 1995–1996 minister-szef Urzędu Rady Ministrów, w latach 1996–2001 wicemarszałek Sejmu II i III kadencji. Założyciel Socjaldemokracji Polskiej i jej przewodniczący w latach 2004–2008. Kandydat na urząd prezydenta RP w wyborach w 2005.

## Życiorys

### Okres PRL
Urodził się w polsko-żydowskiej rodzinie. Syn Wiktora Borowskiego, przedwojennego działacza KPP, a także dziennikarza (m.in. redaktora naczelnego „Życia Warszawy”), oraz Janiny z domu Piotrowskiej; bratanek Bronisława Bermana.
W 1963 ukończył XIV Liceum Ogólnokształcące im. Klementa Gottwalda w Warszawie. W młodości był członkiem Klubu Poszukiwaczy Sprzeczności. W 1967 wstąpił do Polskiej Zjednoczonej Partii Robotniczej. Z powodu zaangażowania w protesty w ramach wydarzeń marcowych w 1968 został z niej usunięty. Spowodowało to krótkie przerwanie nauki na uczelni, a władze dodatkowo zastosowały wobec niego sankcje w postaci zakazu pracy w kierunku, w jakim się kształcił, oraz zabroniły wyjazdów za granicę. Nadal pozostawał członkiem Związku Młodzieży Socjalistycznej. Ostatecznie został absolwentem Wydziału Handlu Zagranicznego Szkoły Głównej Planowania i Statystyki w Warszawie na kierunku międzynarodowe stosunki gospodarcze z tytułem zawodowym magistra ekonomii. Odbył również podyplomowe studia w Szkole Głównej Planowania i Statystyki (finanse).
W 1968 rozpoczął swoją pierwszą pracę jako sprzedawca w Domach Towarowych „Centrum”. W Domu Towarowym „Junior” przez rok był sprzedawcą odzieży. W 1973 wyjechał na staż do francuskich domów towarowych. W 1975 ponownie został przyjęty do PZPR, pozostając w tej partii aż do jej rozwiązania. W 1982 skończył pracę w DT jako główny specjalista do spraw ekonomicznych.
W 1982 został zastępcą, a później dyrektorem departamentu ekonomicznego w Ministerstwie Rynku Wewnętrznego. Był reprezentantem ministerstwa w pracach nad reformami ekonomicznymi, którymi kierował początkowo profesor Władysław Baka, a następnie profesor Zdzisław Sadowski. W 1989 wstąpił do Ruchu 8 Lipca, określanego mianem reformatorskiej grupy wewnątrz PZPR.

### III Rzeczpospolita

#### Lata 1989–2001
W 1989 został mianowany na stanowisko wiceministra rynku wewnętrznego w rządzie Tadeusza Mazowieckiego, a w 1990 w rządzie Jana Krzysztofa Bieleckiego. Do jego zadań należała prywatyzacja handlu i turystyki. Stanowisko opuścił w 1991. W styczniu 1990 był jednym z założycieli Socjaldemokracji Rzeczypospolitej Polskiej, w której objął funkcję wiceprzewodniczącego. W październiku 1991 został po raz pierwszy wybrany posłem. Jako pierwszy zaproponował przekształcenie koalicji SLD w partię polityczną. W 1999, po rozwiązaniu się SdRP, został członkiem i wiceprzewodniczącym Sojuszu Lewicy Demokratycznej, którym pozostał do 2004.
Od 26 października 1993 do 8 lutego 1994 sprawował funkcję wiceprezesa Rady Ministrów oraz ministra finansów w rządzie Waldemara Pawlaka. Przyczynami podania się do dymisji ze stanowiska wicepremiera i ministra finansów było niekonsultowane z nim odwołanie przez Waldemara Pawlaka wiceministra finansów Stefana Kawalca, obarczanego odpowiedzialnością za rzekome nieprawidłowości przy prywatyzacji Banku Śląskiego. Do pracy w rządzie powrócił w 1995, obejmując na okres roku stanowisko ministra-szefa Urzędu Rady Ministrów w rządzie premiera Józefa Oleksego.
Po dymisji rządu w lutym 1996 został jednym z wicemarszałków Sejmu, wybranym z ramienia Sojuszu Lewicy Demokratycznej. Funkcję sprawował do końca II i przez całą III kadencję Sejmu, tj. do października 2001.

#### Lata 2001–2005
19 października 2001 został wybrany na urząd Marszałka Sejmu IV kadencji stosunkiem głosów: 377 – za, 77 – przeciw, 1 – wstrzymującym się. Po złożonej rezygnacji został odwołany przez Sejm (370:5:1) 20 kwietnia 2004.
26 marca 2004 wraz z liczącą około 30 osób grupą dotychczasowych działaczy i parlamentarzystów Sojuszu Lewicy Demokratycznej (m.in. Izabella Sierakowska, Jolanta Banach, Andrzej Celiński) oraz Unii Pracy (m.in. Tomasz Nałęcz), niezadowolonych z działania rządu Leszka Millera i partii koalicyjnych, utworzył nową lewicową formację polityczną o nazwie Socjaldemokracja Polska. W wyborach parlamentarnych w 2005 nie uzyskał mandatu poselskiego, gdyż SDPL nie przekroczyła progu wyborczego.
1 maja 2005 wyraził zamiar kandydowania w wyborach prezydenckich jako kandydat Socjaldemokracji Polskiej. 6 czerwca tego samego roku jego komitet wyborczy został zatwierdzony przez Państwową Komisję Wyborczą. Dodatkowo poparcia politycznego udzieliły mu partie Unia Pracy, Zieloni 2004 oraz po wycofaniu się Włodzimierza Cimoszewicza Sojusz Lewicy Demokratycznej. Poparły go również Federacja Młodych Unii Pracy i Stowarzyszenie Młoda Socjaldemokracja. Szefem sztabu wyborczego został Tomasz Nałęcz, który jednak zrezygnował z tej funkcji i przeszedł do sztabu Włodzimierza Cimoszewicza po jego deklaracji uczestnictwa w wyborach. Przewodniczącym komitetu wyborczego Marka Borowskiego był deputowany do Parlamentu Europejskiego Dariusz Rosati.
Swój udział w wyborach Marek Borowski zakończył w I turze. Po wycofaniu się Włodzimierza Cimoszewicza poparcia udzielił mu odchodzący prezydent Aleksander Kwaśniewski. Na byłego marszałka Sejmu zagłosowało 1 544 642 wyborców (10,33%), co wystarczyło do zajęcia czwartego miejsca. W II turze wyborów udzielił swojego poparcia Donaldowi Tuskowi.

#### Działalność od 2005

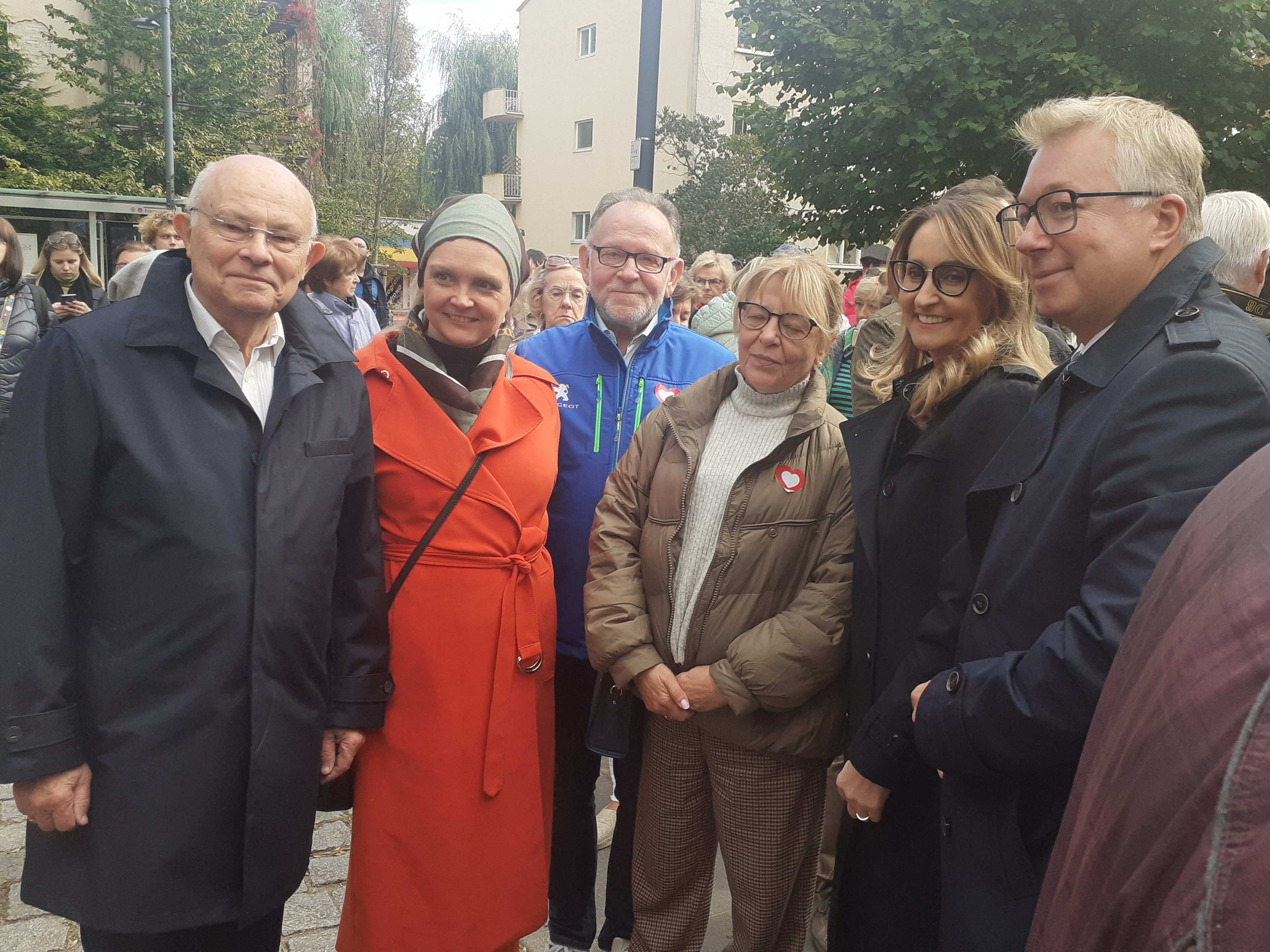
Marek Borowski z warszawskimi samorządowcami na uroczystości odsłonięcia muralu upamiętniającego Agnieszkę Osiecką (2023)

Po wyborczej porażce jako przewodniczący SDPL uczestniczył w 2006 w tworzeniu koalicji Lewica i Demokraci celem wspólnego udziału w wyborach samorządowych. W tych wyborach bezskutecznie ubiegał się o stanowisko Prezydenta Warszawy z ramienia nowej koalicji, zajmując trzecie miejsce (przegrywając z Kazimierzem Marcinkiewiczem i Hanną Gronkiewicz-Waltz), zdobywając 22,61% poparcia (159 043 głosów). 17 listopada poinformował na konferencji prasowej, że nie popiera żadnego z kandydatów. Jednak tydzień później, w przeddzień ciszy wyborczej, zapowiedział oddanie głosu na kandydatkę PO.
W tych samych wyborach uzyskał mandat radnego sejmiku mazowieckiego, obejmując w nim funkcję przewodniczącego liczącego cztery osoby klubu radnych Lewicy i Demokratów. W wyborach parlamentarnych w 2007 ponownie uzyskał mandat poselski, otrzymując w okręgu warszawskim 75 493 głosy. 22 kwietnia 2008 został przewodniczącym Koła Poselskiego SDPL-Nowa Lewica (od września 2009 działającym bez członu „Nowa Lewica” w nazwie). W 2008 zrezygnował także z kierowania Socjaldemokracją Polską, zostając przewodniczącym jej rady politycznej. W wyborach do Parlamentu Europejskiego w 2009 kandydował z listy komitetu Porozumienie dla Przyszłości – Centrolewica, który nie osiągnął progu wyborczego.
W wyborach parlamentarnych w 2011 uzyskał, startując z własnego komitetu, mandat senatora w warszawskim okręgu wyborczym obejmującym dzielnice: Praga-Północ, Praga-Południe, Targówek, Rembertów i Wesoła, zdobywając 104 238 głosów (50,26%). Jego kandydaturę popierały SLD i Platforma Obywatelska. 20 grudnia 2011 przystąpił do Koła Senatorów Niezależnych. W 2015 opuścił SDPL i w wyborach w tym samym roku z powodzeniem ubiegał się o reelekcję, poparły go 124 264 osoby (konkurował jedynie z kandydatem PiS). Ponownie przystąpił do KSN, a wskutek jego rozpadu w połowie czerwca 2016 został senatorem niezrzeszonym.
Jako pierwszy w felietonie dla tygodnika „Polityka” przedstawił pomysł wystawienia przez partie opozycyjne w wyborach do Senatu w 2019 po jednym wspólnym kandydacie we wszystkich okręgach, aby zwiększyć szanse na pokonanie PiS; strategia ta doczekała się realizacji jako pakt senacki. Marek Borowski wstąpił do PO, został kandydatem Koalicji Obywatelskiej do wyższej izby polskiego parlamentu w wyborach w 2019. Uzyskał senacką reelekcję, otrzymując 153 994 głosy. W wyborach w 2023 został wybrany do Senatu XI kadencji, zdobywając 178 104 głosy.

## Wyniki w wyborach ogólnopolskich
| Wybory | Komitet wyborczy  | Komitet wyborczy                                                       | Organ                             | Okręg           | Wynik              |
| ------ | ----------------- | ---------------------------------------------------------------------- | --------------------------------- | --------------- | ------------------ |
| 1991   |                   | Sojusz Lewicy Demokratycznej                                           | Sejm I kadencji                   | nr 19           | 15 492 (5,99%)     |
| 1993   | Sejm II kadencji  | Sojusz Lewicy Demokratycznej                                           | nr 32                             | 23 087 (12,54%) |                    |
| 1997   | Sejm III kadencji | Sojusz Lewicy Demokratycznej                                           | nr 32                             | 56 166 (31,98%) |                    |
| 2001   |                   | Sojusz Lewicy Demokratycznej – Unia Pracy                              | Sejm IV kadencji                  | nr 19           | 149 233 (20,32%)   |
| 2005   |                   | Socjaldemokracja Polska                                                | Sejm V kadencji                   | nr 19           | 40 822 (5,38%)     |
| 2005   |                   | KW Kandydata na Prezydenta Rzeczypospolitej Polskiej Marka Borowskiego | Prezydent RP                      | Prezydent RP    | 1 544 642 (10,33%) |
| 2007   |                   | Lewica i Demokraci                                                     | Sejm VI kadencji                  | nr 19           | 75 493 (6,59%)     |
| 2009   |                   | Porozumienie dla Przyszłości – Centrolewica                            | Parlament Europejski VII kadencji | nr 8            | 13 642 (3,60%)     |
| 2011   |                   | KWW Marka Borowskiego                                                  | Senat VIII kadencji               | nr 42           | 104 238 (50,26%)   |
| 2015   | Senat IX kadencji | KWW Marka Borowskiego                                                  | 124 064 (60,69%)                  | nr 42           |                    |
| 2019   |                   | Koalicja Obywatelska                                                   | Senat X kadencji                  | nr 42           | 153 994 (64,55%)   |
| 2023   | Senat XI kadencji | Koalicja Obywatelska                                                   | 178 104 (69,72%)                  | nr 42           |                    |

## Odznaczenia i wyróżnienia
- Order Krzyża Ziemi Maryjnej I klasy (Estonia, 2002)[24]
- Honorary Companion of Honour Narodowego Orderu Zasługi (Malta, 2002)[25]
- Krzyż Wielki Orderu „Za Zasługi dla Litwy” (Litwa, 2005)[26]
- Oficer Legii Honorowej (Francja, 2014)[27]
- Order Uśmiechu (2002)
- Tytuł honorowego obywatela Piły (2002)[28]

## Życie prywatne
Marek Borowski jest żonaty z Haliną, ma syna Jakuba. Jest kolekcjonerem korkociągów.